# ARGUS (cómic)
A.R.G.U.S. abreviatura de Grupo de Investigación Avanzada en vías para la Unidad Superhumana (en inglés, Advanced Research Group Uniting Superhumans) es el nombre de una organización gubernamental en DC Comics. A.R.G.U.S. apareció por primera vez en Justice League Vol. 2 # 7 y fue creado por Geoff Johns y Gene Ha.
Encabezado por Amanda Waller, A.R.G.U.S. se representa típicamente como una organización matriz para las organizaciones Checkmate y Escuadrón Suicida previamente establecidas. Desde su debut, A.R.G.U.S. se ha adaptado a numerosos proyectos televisivos dentro del Arrowverso, DC Extended Universe (tanto en cine como en televisión), así como en numerosos proyectos animados.

## Historial de publicaciones
Originalmente representando Revolucionarios Armados Gobernando Bajo Secreto, se convirtió en el Grupo de Guardabosques Anónimos de los Estados Unidos, luego Grupo de Investigación Avanzada Uniendo Superhumanos. Dentro de las diversas series de televisión ambientadas en Arrowverso, así como múltiples proyectos animados, de videojuegos y de acción en vivo, el acrónimo significa Advanced Research Group United Support.

## Biografía
A.R.G.U.S. es una agencia federal de los Estados Unidos que opera bajo la jurisdicción de Seguridad Nacional. Está bajo el mando del coronel Steve Trevor y la directora Amanda Waller. Se introduce en The New 52 (un reinicio de la continuidad de DC Comics) tras la invasión de Darkseid. A.R.G.U.S. actúa como apoyo y enlace con la Liga de la Justicia, proporcionándoles recursos y limpiando después. Se le pidió a Trevor que se retirara como enlace principal después de su batalla con Graves, ya que se había acercado demasiado a Wonder Woman.
Durante la historia de «Trinity War», A.R.G.U.S. más tarde establece directamente el grupo homólogo de la Liga de la Justicia en la forma de la Liga de la Justicia de América, de la que Trevor es miembro. A.R.G.U.S. llama al Dr. Arthur Light para examinar la moneda de comunicación de la Sociedad Secreta. Mientras lo hace, es manipulado desde el otro lado haciendo que Light sea envuelto en una luz blanca, dándole poderes. Después de aparentemente perder el control de sus poderes, Superman se entrega a A.R.G.U.S. En la sede de A.R.G.U.S., la Pregunta entra en la celda de Superman y lo libera.
Durante la historia de «Maldad Eterna», Steve Trevor se despierta en los restos de la sede de A.R.G.U.S. en Washington D. C. y se entera por Etta Candy que la destrucción de la sede fue causada por un aumento masivo de energía alrededor del cuerpo del Doctor Luz y que A.R.G.U.S. y sus agentes. han sido completamente expuestos. Después de ver la transmisión del Sindicato del Crimen de América, Trevor se entera de que el Presidente de los Estados Unidos está en peligro ya que el presidente tiene una llave de respaldo que ayudaría a A.R.G.U.S. a recuperar sus activos. Después de rescatar al presidente de Deathstroke, Copperhead y Shadow Thief, Trevor usa la llave del presidente para abrir la Sala Verde de A.R.G.U.S. y mantener a salvo al presidente y a Candy. Luego se dirige al Wonder Room, que ha llenado de recuerdos de su relación pasada con Wonder Woman para usar el Delphi Mirror para llegar a un acuerdo con Moiras. Mientras está en la Sala Verde, Candy comienza a investigar sobre la fundación de A.R.G.U.S. Martin Stein lleva a Trevor y Killer Frost a su secreto fuera del sótano de la red donde usa sus dispositivos de teletransportación para transportarlos a A.R.G.U.S. ' Estación de Detroit conocida como «The Circus». En el interior, se encuentran con sus compañeros agentes de A.R.G.U.S., que le permiten a Trevor hablar con una de sus prisioneros llamada Psi con la esperanza de ver si puede alterar psicológicamente la matriz de Firestorm para liberar a la Liga de la Justicia. En la Sala Verde, el Presidente y «Mr. Green» discuten una promoción con Candy. «Mr. Green» luego revela la historia de A.R.G.U.S., «Mr. Green» se revela a sí mismo como un miembro de los Crimson Men que buscan remodelar A.R.G.U.S. a través de Trevor y Candy.

## Miembros
- Sasha Bordeaux - Directora de A.R.G.U.S.
- Amanda Waller - Ex Directora, Jefa del Escuadrón Suicida
- Steve Trevor - Fundador original; Jefe de los Oddfellows
- Orquídea Negra
- Booster Gold
- Casey Klebba - Agente y esposo de Dale Gunn.
- Chronos
- Dale Gunn - Agente y Director de Circo de A.R.G.U.S.
- Darwin - El asistente del Dr. John Peril.
- Dr. John Peril - Destacado científico.
- Etta Candy - la secretaria de Steve Trevor.
- Mayor Nicholson - ella dirige una base de A.R.G.U.S. en Wisconsin llamada Clínica.[13]
- Meadows Mahalo - Agente especial.[14]
- Escuadrón Suicida
  - Grupo de Trabajo X
    - Katana - líder de campo; ex segundo al mando
    - Deadshot
    - Capitán Boomerang/Digger Harkness
    - Harley Quinn
    - Killer Croc

  - Grupo de Trabajo XL
    - Deadshot - Líder de campo
    - Akando
    - Capitán Boomerang/Digger Harkness
    - Giganta
    - Harley Quinn
    - Katana
    - Parásito/Joshua Michael Allen
    - Solomon Grundy

  - Escuadrón Suicida Negro
    - El Diablo/Chato Santana - Líder de campo
    - Azúcar/Veronica Lopez
    - Enchantress/June Moone
    - Gentlemen Ghost
    - Juniper/Zahra Abed
    - Klarion the Witch Boy
    - Tiamat/Katie Randles
    - Wither/Jade Tice
- Oddfellows - una unidad A.R.G.U.S. clandestina que investiga sucesos sobrehumanos y sobrenaturales.[15]
  - Charlie -
  - Chief -
  - Sameer -
- Paul Chang
- Puzzler
- Stuart Paillard - Agente especial.[14]
- Victoria October - Doctora y experta en armas biológicas poshumanas.[16]

### Antiguos miembros
- Átomo - Topo para el Sindicato del Crimen de América.
- Doctor Luz - Científico.
- Doctor Mist - Hechicero residencial de la división mágica de A.R.G.U.S.
- Doctor Polaris
- Fastrack -
- Primeape - Un científico que se convirtió en un gorila humanoide después de un accidente durante sus experimentos con el ADN de gorila desde Ciudad Gorila.[17]
- Spore - Científico.
- Sebastian Fausto - Director de la división de magia de A.R.G.U.S.

## En otros medios

### Televisión
- A.R.G.U.S. fue mencionado en el episodio "Hunted" de Beware the Batman.
- A.R.G.U.S. aparece en los espectáculos que tienen lugar en la franquicia Arrowverso. En esta continuidad, A.R.G.U.S. significa Advanced Research Group United Support, y sus miembros principales son Amanda Waller y Lyla Michaels:
  - A.R.G.U.S. se ve por primera vez en Arrow, donde la agencia tiene una presencia importante en todas las temporadas.[18] En la séptima temporada, John Diggle se ha unido a A.R.G.U.S. mientras que Oliver Queen está encarcelado en la Prisión de Máxima Seguridad de Slabside.
  - A.R.G.U.S. aparece en The Flash.
  - A.R.G.U.S. aparece en Legends of Tomorrow. El episodio "Zari" presenta un futuro distópico controlado por A.R.G.U.S. donde la religión y la actividad metahumana están prohibidas. Zari Tomaz, una mujer musulmana en posesión de un tótem que le da poderes aéreos, es perseguida por el futurista A.R.G.U.S. antes de unirse a las Leyendas. Este futuro se evita cuando Neron es derrotado.
- En Doom Patrol, Cyborg hackea A.R.G.U.S. para aprender más sobre el incidente en Cloverton, Ohio.
- A.R.G.U.S. aparece en el episodio de Titans, "Purple Rain". Se revela que A.R.G.U.S. ha estado en Gotham desde la reaparición de Ra's al Ghul. A.R.G.U.S. también está dirigido por Roy Harper y una agente que usa el nombre de "Margarita Vee" (interpretada por Karen Robinson) ha estado encubierta en GCPD trabajando con Barbara Gordon durante algún tiempo. A.R.G.U.S. ayuda a los Titanes en su lucha final contra Jonathan Crane y los oficiales de GCPD que están de su lado.
- A.R.G.U.S. aparece en la serie de HBO Max, Peacemaker, ambientada en DC Extended Universe. Aunque Amanda Waller se menciona varias veces y aparece brevemente en dos episodios, el enfoque principal está en el equipo de agentes John Economos, Emilia Harcourt, la hija recientemente reclutada de Waller, Leota Adebayo, Peacemaker y Vigilante mientras rastrean "mariposas" alienígenas por orden de Clemson Murn, un agente intermediario de Waller. Más tarde se revela que "Clemson Murn" es la identidad del hombre habitado por la mariposa rebelde Ik Nobe Lok, aliada con los humanos para exterminar al resto de su especie hostil. Después de que las mariposas son derrotadas, Leota expone el Proyecto Mariposa para consternación de Waller.

### Película
- A.R.G.U.S. también aparece en la película de DC Animated Original Movies Batman: Assault on Arkham. Intentaron detener a Riddler después de que este último robó información vital relacionada con el Escuadrón Suicida de Amanda Waller, además de entrar en una confrontación con Batman, quien tenía la intención de interrogar al propio Riddler en relación con una bomba sucia que Joker robó y colocó en algún lugar de Gotham.
- A.R.G.U.S. aparece en las películas del DC Extended Universe. Esta versión es una rama secundaria encubierta del ejército de los EE. UU. que se convierte en el supervisor del Escuadrón Suicida.[19] El lema de la organización es "Noster quaerere incipere", en latín "Nuestra búsqueda comienza". Tiene su sede en el Edificio Federal John F. Ostrander (una referencia al escritor de cómics John Ostrander, quien instigó la encarnación moderna del Escuadrón Suicida) en Midway City. Al igual que en los cómics, Amanda Waller (interpretada por Viola Davis) es la directora de A.R.G.U.S. y desempeña un papel central en la formación de sus equipos asociados de supervillanos.
  - A.R.G.U.S. fue mencionado por primera vez por Lex Luthor en Batman v Superman: Dawn of Justice de 2016.
  - A.R.G.U.S. y Amanda Waller son fundamentales para la formación de Task Force X en la película Suicide Squad de 2016. Durante su misión para detener a Enchantress, Joker, su ejecutor Jonny Frost y sus secuaces atacan la rama de los Laboratorios Van Criss de Empresas Wayne para conseguir que el aliado de A.R.G.U.S., Van Criss, lo ayude a liberar a Harley Quinn de las nanobombas de A.R.G.U.S. en su cabeza. Bruce Wayne recibe inteligencia de A.R.G.U.S. de Waller al final de la película y amenaza con que la Liga de la Justicia se involucre si ella no cierra su equipo.
  - A.R.G.U.S. aparece nuevamente como la organización central en The Suicide Squad (2021). Waller comanda a los agentes de escritorio Flo Crawley, John Economos y Emilia Harcourt en la dirección de los equipos de tierra en Corto Maltese. Crawley noquea a Waller antes de que pueda matar al Escuadrón Suicida por desobedecer sus órdenes de dejar a Starro intacto, permitiendo que todos ayuden a salvar a Corto Maltese. Waller, furiosa, se despierta y hace que Crawley sea arrestada públicamente antes de enviar a Economos y Harcourt a monitorear la recuperación de Peacemaker, provocando los eventos de Peacemaker.
- A.R.G.U.S. aparece en Batman y Harley Quinn. Se muestra que Sarge Steel es un agente de A.R.G.U.S. que trabaja con Batman para detener a Hiedra Venenosa y Floronic Man.
- A.R.G.U.S. aparece en Suicide Squad: Hell to Pay.

### Videojuegos
- A.R.G.U.S. aparece en DC Universe Online.